# Roderick Blakney
Roderick Bertrand Blakney (Hartsville, 6 augustus 1976) is een Amerikaans-Bulgaars voormalig basketballer.

## Carrière
Blakney speelde collegebasketbal voor de South Carolina State Bulldogs van 1994 tot 1998. In de NBA draft van 1998 werd hij niet gekozen en hij tekende daarop in oktober 1998 bij de Fargo-Moorhead Beez uit de IBA. Een week later werd zijn contract ontbonden door de Sioux Falls Skyforce. Hij tekende daarna voor de Dakota Wizards. In juni 1999 tekende hij in de Dominicaanse Republiek bij Club Domingo Paulino. In juli 1999 werd hij als 33e in de vijfde ronde gekozen door de Cincinnati Stuff. Hij tekende daarna voor hen en speelde er twee seizoenen. In 2000 speelde hij kort voor de Los Prados de Santo Domingo uit de Dominicaanse Republiek. 
In 2001 tekende hij bij het Griekse GS Iraklis Thessaloniki waar hij een seizoen speelde. In 2002 bleef hij in Griekenland maar tekende bij AEK Athene BC ook voor een seizoen. De volgende drie seizoenen bracht hij door bij reeksgenoot Maroussi BC. In 2006 tekende hij bij het Russisch MBK Dinamo Moskou waar hij een seizoen speelde. Hij keerde het volgende seizoen terug naar Griekenland en tekende bij Olympiakos Piraeus. In 2008 tekende hij bij het Turkse Türk Telekom BK voor een seizoen. In 2009 tekende hij bij het Griekse Panellinios BC waas hij een seizoen speelde.
In 2010 tekende hij in de Spaanse competitie bij Baloncesto Málaga en het volgende seizoen speelde hij voor PBK Lokomotiv-Koeban uit Rusland. In december 2012 tekende hij bij CDB Sevilla in de Spaanse competitie en speelde er zijn laatste seizoen.
Blakney verkreeg de Bulgaarse nationaliteit en speelde tussen 2007 en 2010 voor het Bulgaarse nationale team.

## Erelijst
- IBA Defensive Player of the Year: 1999
- IBA Rookie of the Year: 1999
- IBA Honorable Mention: 1999
- All-IBL First team: 2001
- Griekse competitie topschutter: 2006
- Greek Basket League Pentad: 2004, 2006